# Jørgen Nash
Jørgen Nash (16 maart 1920 – 17 mei 2004) was een Deens kunstenaar.
Hij verwierf wereldfaam doordat hij zich bekendmaakte als degene die op 24 april 1964 het beroemde beeld De kleine zeemeermin in Kopenhagen had onthoofd.
Hierna noemde hij zichzelf de Mermaid Killer.
Nash is een broer van Asger Jorn, een van de oprichters van Cobra.